# 新疆米努草
新疆米努草（学名：Minuartia kryloviana）为石竹科米努草属的植物。分布于俄罗斯、中亚地区以及中国大陆的新疆等地，生长于海拔2,150米至2,300米的地区，多生长在山坡或岩石上，目前尚未由人工引种栽培。